# Paul Stalteri
Paul Stalteri (Etobicoke, Ontario, 18 de octubre de 1977) es un exfutbolista canadiense, de ascendencia luso-guyanesa e italiana.

## Trayectoria
Stalteri empezó su carrera de futbolista jugando un año de fútbol universitario en la Universidad Clemson, en el Clemson Tigers, en 1996. Después de su primer año, eligió jugar al fútbol en forma profesional, firmando un contrato con los Linx de Toronto mientras asistía a Universidad de York. 
Después de jugar una temporada con los Linx, donde llegó a anotar 8 goles y dar 2 asistencias, Stalteri fue fichado por un cazatalentos del Werder Bremen, que lo fichó. Después de tres años como suplente, Stalteri hizo su debut con el club en agosto de 2001, anotando en el primer partido de la temporada un gol contra el Energie Cottbus.[cita requerida]
Durante la temporada 2001-02, Stalteri logró cierta posición en el primer equipo del Bremen y siguió hasta consolidarse como jugador titular de la temporada 2002-03. En la temporada 2003-04, Stalteri se convirtió en el primer jugador canadiense en ganar la Bundesliga con el Werder Bremen.
En 2005, Stalteri fue traspasado al Tottenham Hotspur de la Premier League inglesa. Fue jugador titular del equipo en su primera temporada (2005-2006), pero ciertos errores llevaron al director técnico del club, Martin Jol, a buscar otro jugador de su posición. La llegada al equipo del defensor Pascal Chimbonda limitó sus posibilidades de jugar como titular en la temporada 2006–2007.
Al año siguiente fue cedido al Fulham Football Club de la Premier League inglesa, con el que jugó una temporada antes de fichar finalmente por el Borussia Mönchengladbach de la Bundesliga.

## Selección nacional
Stalteri ha sido jugador titular para la selección de fútbol de Canadá durante varios años, desde su debut el 17 de agosto de 1997 contra Irán. Ha jugado un total de 84 partidos y ha anotado 7 tantos con su selección.

### Participaciones en Copas de la Concacaf
| Copa                            | Sede                    | Resultado        |
| ------------------------------- | ----------------------- | ---------------- |
| Copa de Oro de la Concacaf 2000 | Estados Unidos          | Campeón          |
| Copa de Oro de la Concacaf 2002 | Estados Unidos          | Tercer puesto    |
| Copa de Oro de la Concacaf 2003 | Estados Unidos y México | Primera fase     |
| Copa de Oro de la Concacaf 2007 | Estados Unidos          | Semifinales      |
| Copa de Oro de la Concacaf 2009 | Estados Unidos          | Cuartos de final |

### Participaciones en la Copa FIFA Confederaciones
| Copa                           | Sede  | Resultado    |
| ------------------------------ | ----- | ------------ |
| Copa FIFA Confederaciones 2001 | Japón | Primera fase |

## Clubes
| Club                     | País       | Periodo     | Partidos | Goles |
| Toronto Lynx             | Canadá     | 1997 - 1998 | 16       | 7     |
| Werder Bremen            | Alemania   | 1998 - 2005 | 151      | 6     |
| Tottenham Hotspur        | Inglaterra | 2005 - 2008 | 42       | 3     |
| Fulham FC                | Inglaterra | 2008        | 13       | 0     |
| Borussia Mönchengladbach | Alemania   | 2009 - 2011 | 19       | 0     |

## Palmarés

### Campeonatos nacionales
| Título              | Club                            | País       | Año     |
| ------------------- | ------------------------------- | ---------- | ------- |
| Football League Cup | Tottenham Hotspur Football Club | Inglaterra | 2007/08 |
| 1. Bundesliga       | SV Werder Bremen                | Alemania   | 2003/04 |
| Copa de Alemania    | SV Werder Bremen                | Alemania   | 2003/04 |
| Copa de Alemania    | SV Werder Bremen                | Alemania   | 1998/99 |

### Copas internacionales
| Título                     | Club                | País           | Año  |
| -------------------------- | ------------------- | -------------- | ---- |
| Copa Intertoto de la UEFA  | SV Werder Bremen    | Alemania       | 1998 |
| Copa de Oro de la Concacaf | Selección de Canadá | Estados Unidos | 2000 |

- Datos: Q312091
- Multimedia: Paul Stalteri / Q312091